# Humber Armoured Car
Der Humber Armoured Car war ein britischer Spähpanzerwagen, der im Zweiten Weltkrieg von der Rootes Group produziert und von den britischen und Commonwealth-Streitkräften ab 1941 eingesetzt wurde. Das Fahrzeug wurde kontinuierlich weiterentwickelt und die Versionen werden als Mk I bis IV bezeichnet.

## Entwicklung

### Ursprung
Zwischen 1938 und 1940 wurde der auf dem Guy Quad Ant basierende Panzerwagen Guy Armoured Car gefertigt. Für die geplanten Stückzahlen zum Bau von Artillerieschleppern und Panzerwagen hatte man bei Guy Motors keine ausreichenden Produktionskapazitäten. Die British Army war seit 1938 von dem modernen Guy-Fahrzeugentwurf mit der geschweißten Panzerung sehr überzeugt und suchte daher nach einem anderen Hersteller für diesen Fahrzeugtypen.

### Aus Guy wird Humber
Die Rootes-Group hatte mit dem Hersteller Karrier ein geeignetes Werk zur Fertigung eines dem Guy Armoured Car entsprechenden Fahrzeugs. Für die indischen Streitkräfte fertigte das Karrier Werk mit dem KT 4 einen 4x4-Allrad-Artillerieschlepper dessen Fahrgestell dem Fahrwerk des Guy Quad Ant vergleichbar war. Damit lag es nah den Panzeraufbau des Guy Armoured Car auf dieses Fahrgestell zu montieren. Der Karrier KT 4 war als Field Artillery Tractor als Zugfahrzeug für die 18-pdr- und 25-pdr-Haubitzen, der indischen Truppenteile der 8th Army in Nordafrika bereits erprobt. Sein Rootes 90-PS-Sechszylinder-Otto-Motor ermöglichte es dann auch dem fast sieben Tonnen schweren Fahrzeug mit Panzeraufbau und Turm eine Geschwindigkeit von bis zu 72 km/h. 
Der Panzeraufbau für den neuen Panzerwagen war analog zum 1938 entworfenen Guy Armoured Car Mk I gehalten und kopierte das Konzept eines in der Längsachse mittig ausgerichteten Fahrerplatzes und eines dahinterliegenden Kampfraumes mit geschlossenem Zweimannturm sowie einer hintenliegenden Antriebseinheit. Damit waren die Fahrzeug den zuvor in Deutschland 1937 eingeführten Sd.Kfz. 221 und Sd.Kfz. 222 in recht ähnlich. Bis zur Einführung des Guy Armoured Car hatten britische Spähwagen durchgängig vorne liegende Motoren.
Da aus Sicht der British Army und des Herstellers bei einem Panzerfahrzeug mit dem Namen Karrier eine zu starke Verwechslungsgefahr mit dem gepanzerten Kettenschlepper, Universal Carrier, bestand, wurde das Werk Humber Limited, das auch zur Rootes Group gehörte, der Namensgeber für den neuen Panzerwagen. 

## Produktion
Die Fertigung der  als Humber Armoured Car bezeichneten Fahrzeuge erfolgte im Luton-Werken der Rootes Group, die eigentlich Fahrzeuge der Marke Commer produzierte.
Die Anzahl der gefertigten Fahrzeuge über alle Modelle liegt bei ca. 5.400 Stück. 
Davon entfallen auf die Produktion des Mk III bis 1942 etwa 1650 Stück. Der Nachfolger Mk IV wurde mit 2000 Stück gefertigt.

## Geschichte

### Mk I
Die britische Armee bestellt 1940 in einem Produktionsvertrag 500 Fahrzeuge des Typs Mk. I. Die Hauptbewaffnung bestand aus einer Maschinenkanone 15 mm von BESA und dazu wurde koaxial ein 7,92 mm BESA-Maschinengewehr in den rundum schwenkbaren Turm eingebaut. Die Länge des Mk. I war 15 ft, 7 ft 2 inch breit und 7 ft 10 inch hoch, bei einem Gewicht von 6,85 t wurde eine Höchstgeschwindigkeit von 45 mph erreicht.

### Mk II
Ab 1941 wurde die Oberwanne verändert, die Sichtluke des Fahrers wurde in die Frontpanzerung integriert. Die Panzerung der Lüfter am Heck wurde neu ausgeformt. Hierdurch wurde das Fahrzeug 254 kg schwerer.

### Mk III
Die Version Mk III hatte einen größeren Turm, um so einen weiteren Soldaten aufnehmen zu können.

### Mk IV
Die letzte Variante des Armoured Car wurde 1942 mit einer amerikanischen 37-mm-Kanone entwickelt, die größere Waffe reduzierte den Platz im Turm, so dass wiederum nur eine Besatzung von drei Mann möglich war. Der Humber IV hatte allseitig schräge Panzerwände, wogegen der Turm vergleichsweise eckig war.

#### Technische Daten des Humber IV
- Bewaffnung: eine 37-mm-Kanone
- Gefechtsgewicht: 7,1 t
- Länge: 4,57 m
- Breite: 2,18 m
- Höhe: 2,36 m
- Sechszylinder-Otto-Motor mit 90 PS (67 kW)
- Geschwindigkeit: max. 70 km/h
- Reichweite: 400 km
- Besatzung: 4 Mann

## Einsatz
Er war aufgrund seines Vierradantriebs schnell und wendig. Deshalb wurde der Humber in Nordafrika, Europa und auch noch nach dem Krieg eingesetzt.

## Varianten
- Humber AA – Eine als Humber AA Mk. I gebaute Ausführung mit einem Vierlings-Fla-MG BESA 7,92 mm wurde 1942 gebaut.
- Fox – In Kanada in Lizenz als Fox I mit einem Browning .50 BMG und .30in Maschinengewehr bewaffnete Ausführung, die als Fox I auf der Version Mk. III des Humber und als Fox II auf der Mk. IV Version beruhte.[4] Vom Fox I gab es eine Variante als Selbstfahrlafette für eine 2-pdr-Panzerabwehrkanone.[5]